# Ermes Muccinelli
Ermes Muccinelli (28. červen 1927 Lugo, Italské království – 4. listopad 1994 Savona, Itálie) byl italský fotbalový útočník. Je po něm pojmenován stadion v jeho rodném městě Lugo.
Od roku 1946 hrál za Juventus a setrval v něm devět sezon. Během jeho působení vyhrál dva tituly (1949/50, 1951/52) a jeden domácí pohár 1958/59. Za Bianconeri odehrál celkem 241 utkání a vstřelil 69 branek. Tři roky hrál za Lazio a kariéru ukončil v roce 1961 v Comu.
Za reprezentaci odehrál 15 utkání. Zúčastnil se dvou turnajů MS (1950, 1954).

## Hráčská statistika
| Sezóna  | Klub     | Liga    | Liga   | Liga | Ligové poháry | Ligové poháry | Ligové poháry | Kontinentální poháry | Kontinentální poháry | Kontinentální poháry | Celkem | Celkem |
| Sezóna  | Klub     | Soutěž  | Zápasy | Góly | Soutěž        | Zápasy        | Góly          | Soutěž               | Zápasy               | Góly                 | Zápasy | Góly   |
| ------- | -------- | ------- | ------ | ---- | ------------- | ------------- | ------------- | -------------------- | -------------------- | -------------------- | ------ | ------ |
| 1946/47 | Juventus | Serie A | 7      | 3    | -             | 0             | 0             | -                    | 0                    | 0                    | 7      | 3      |
| 1947/48 | Juventus | Serie A | 15     | 6    | -             | 0             | 0             | -                    | 0                    | 0                    | 15     | 6      |
| 1948/49 | Juventus | Serie A | 28     | 9    | -             | 0             | 0             | -                    | 0                    | 0                    | 28     | 9      |
| 1949/50 | Juventus | Serie A | 34     | 13   | -             | 0             | 0             | -                    | 0                    | 0                    | 34     | 13     |
| 1950/51 | Juventus | Serie A | 33     | 10   | -             | 0             | 0             | -                    | 0                    | 0                    | 33     | 10     |
| 1951/52 | Juventus | Serie A | 30     | 17   | -             | 0             | 0             | -                    | 0                    | 0                    | 30     | 17     |
| 1952/53 | Juventus | Serie A | 21     | 4    | -             | 0             | 0             | -                    | 0                    | 0                    | 21     | 4      |
| 1953/54 | Juventus | Serie A | 30     | 5    | -             | 0             | 0             | -                    | 0                    | 0                    | 30     | 5      |
| 1954/55 | Juventus | Serie A | 28     | 2    | -             | 0             | 0             | -                    | 0                    | 0                    | 28     | 2      |
| 1955/56 | Lazio    | Serie A | 32     | 10   | -             | 0             | 0             | -                    | 0                    | 0                    | 32     | 10     |
| 1956/57 | Lazio    | Serie A | 29     | 5    | -             | 0             | 0             | -                    | 0                    | 0                    | 29     | 5      |
| 1957/58 | Lazio    | Serie A | 32     | 5    | IP            | 2             | 0             | -                    | 0                    | 0                    | 34     | 5      |
| 1958/59 | Juventus | Serie A | 15     | 0    | IP            | ?             | ?             | PMEZ                 | 1                    | 0                    | 16+    | 0+     |
| 1960/61 | Como     | Serie B | 3      | 0    | IP            | 1             | 0             | -                    | 0                    | 0                    | 4      | 0      |
| Celkově | Celkově  | Celkově | 337    | 89   | -             | 3+            | 0+            | -                    | 1                    | 0                    | 341+   | 89+    |

## Hráčské úspěchy

### Klubové
- 2× vítěz italské ligy (1949/50, 1951/52)
- 2× vítěz italského poháru (1958, 1958/59)

### Reprezentační
- 2× na MS (1950, 1954)
- 2× na MP (1948–1953, 1950–1960)